# Geokichla guttata
El zorzal moteado (Geokichla guttata) es una especie de ave paseriforme de la familia Turdidae propia de África.

## Descripción
Estos pájaros presentan un tamaño aproximado de unos veintitrés centímetros (comprendidos desde el extremo del pico a la finalización de las plumas caudales). El plumaje del ave es de un color marrón castaño en la parte superior del animal, con tonalidades blanquecinas en el vientre y parte baja, donde también muestra las manchas obscuras (en colores terrosos) que le dan nombre a la especie.

## Distribución geográfica
Se los encuentra distribuidos en los territorios de la República Democrática del Congo, Kenia, Malaui, Sudáfrica, Sudán, Tanzania y Mozambique.

## Hábitat
El medio ambiente del zorzal moteado es variado. Encontramos ejemplares de esta especie en los bosques secos tropicales y subtropicales, en los bosques húmedos de tierras bajas tropicales y subtropicales, en los bosques húmedos de montaña tropicales y subtropicales, y en los matorrales bajos húmedos tropicales y subtropicales. 
No obstante la diversidad de hábitats por los que se halla distribuido, la destrucción de los ecosistemas naturales como consecuencia de las actividades humanas, ha llevado a amenazar a supervivencia de la especie.

## Biología y comportamiento
Este pájaro pasa gran parte del día entre la hojarasca del suelo del bosque, donde, gracias a su particular coloración, pasa bastante inadvertido ante los ojos de posibles predadores. Allí se alimenta con una dieta de invertebrados a los cuales caza entre las hojas caídas.
En el territorio de la provincia de KwaZulu-Natal, en Sudáfrica, los zorzales manchados tienen espacios territoriales de carácter estacional, migrando de invierno a verano hacia distintas zonas. Así, en el período invernal, permanecen en los bosques de la zona costera, mientras que en el estival, se dirigen a las áreas boscosas del interior.
La nidada se comprende de unos huevos de color azulado, puestos en un nido con forma de cuenco.